# Rachel Ashley
Rachel Ashley est une actrice pornographique américaine, née le 4 juillet 1964. Elle a notamment reçu l'AVN Award de la meilleure nouvelle starlette (Best New Starlet) lors de la toute première cérémonie de remise de ces récompenses, en février 1984.

## Récompenses
- 1984 : AFAA Award Meilleure actrice (Best Actress) pour Every Woman Has a Fantasy
- 1984 : AVN Award Meilleure nouvelle starlette (Best New Starlet)[2]
- 1985 : XRCO Award Best Sensual Female pour Every Woman Has a Fantasy[3]
- 1985 : XRCO Award Best Copulation Scene (avec John Leslie) pour Every Woman Has a Fantasy

## Filmographie sélective
- Flesh Dance (1983)
- Breaking It (1984)
- Every Woman Has a Fantasy (1984)
- No Man's Land 2 (1988)